# 미딘 국립경기장
미딘 국립경기장(베트남어: Sân vận động Quốc gia Mỹ Đình / 𡑝運動國家美亭, 미정 국립경기장; 영어: My Dinh National Stadium)은 베트남의 수도 하노이에 있는 국립 종합운동장이다. 2003년 완공되었으며, 수용 인원은 40,192석이다. 베트남 축구 국가대표팀, 베트남 여자 축구 국가대표팀의 홈 구장으로 사용되고 있다.

## 개요
국립 스포츠 컴플렉스의 핵심 시설로, 베트남 최대 규모의 스포츠 경기장이다. 수용 인원은 40,192명이다.
2003년 9월에 개최된 동남아시아 경기 대회에 맞춰 건설되었으며, 베트남 축구 국가대표팀의 주요 경기장으로 사용된다.
2007년에 열린 AFC 아시안컵 장소의 하나로서 이용되었고, 2009년 실내 아시안 게임의 주 경기장으로 이용되기도 했다.